# Hemiexarnis nivea
Hemiexarnis nivea là một loài bướm đêm trong họ Noctuidae.